# Медиатизация
Медиатиза́ция — процесс утраты правителем непосредственной (новолат. immediatus) подчинённости верховной власти, переход в зависимость от верховного суверена (монарха, то есть короля или императора) через посредство иного правителя. В более широком смысле — это аннексия монархии другой монархией, при которой правящий род аннексированного государства сохраняет свои наследственные титулы, а также определённую степень властных полномочий. Например, если суверенное княжество стало частью большего королевства, то князь хотя и становится подданным короля, но сохраняет свой титул и интегрируется в правящую элиту королевства.
Медиатизированные государи оказывались подчинёнными власти императора не непосредственно, как прежде, а через посредничество правителя более крупного государства (от новолат. mediatus — посредственный), сохраняя при этом юридическое с ним равноправие, что очень важно, например, для заключения династических браков.
В Готском альманахе под медиатизованную аристократию был выделен особый раздел, промежуточный между монаршими домами и обычными дворянами.

## Германская медиатизация
Термин медиатизация (нем. Mediatisierung) был впервые применён при реорганизации германских государств в начале XIX века. Под давлением наполеоновских армий Священная Римская империя трещала по швам. На повестку дня вставал вопрос о сокращении количества суверенных княжеств, напрямую подчинявшихся императору, с трёхсот до трёх десятков. Только одну часть из них составляли светские правители; вторую — имперские города, третью — владения епископов. В последнем случае медиатизация означала также и секуляризацию. Медиатизация была начата договором 1803 года и завершена три года спустя по акту Рейнского союза. Результаты реформы были подтверждены (с небольшими изменениями) при учреждении Германского союза в 1815 году.